# بني عزيز (بركين)
بني عزيز هي إحدى مشيخات المملكة المغربية، تتبع جغرافيا لإقليم جرسيف وإداريًا لبركين. يقدر عدد سكانها بـ 4946 نسمة حسب الإحصاء الرسمي للسكان والسكنى لسنة 2004.